# Liste der Kulturdenkmäler in Worms-Weinsheim
In der Liste der Kulturdenkmäler in Worms-Weinsheim sind alle Kulturdenkmäler des Stadtteils Worms-Weinsheim aufgeführt. Grundlage ist die Denkmalliste des Landes Rheinland-Pfalz (Stand: 1. Juli 2023).

## Denkmalzonen
| Bezeichnung                 | Lage                     | Baujahr   | Beschreibung | Bild |
| --------------------------- | ------------------------ | --------- | --- | ---- |
| Denkmalzone Siedlung am See | Am See 2–5 und 7–33 Lage | 1964–1968 | in eine Parklandschaft um einen künstlich angelegten See gruppierte Siedlung (bauliche Gesamtanlage), bestehend aus kleineren Reihenhäusern, einzeln stehenden Flachdachbungalows und Garagenhöfen samt der Frei- und Wasserflächen; Architekt Friedrich Seeger, Worms, 1964–1968 | BW   |

## Einzeldenkmäler
| Bezeichnung                            | Lage                                     | Baujahr         | Beschreibung | Bild                           |
| -------------------------------------- | ---------------------------------------- | --------------- | --- | ------------------------------ |
| Friedhofskreuz                         | Burgweg, auf dem Friedhof Lage           | 1883            | Friedhofskreuz, gotisierender Sockel, gusseiserner Korpus, 1883 | Fotos hochladen                |
| Katholische Pfarrkirche St. Bonifatius | Weinsheimer Hauptstraße 22 Lage          | 1835–1838       | historisierender Saalbau, 1835–1838, Architekt Peter Weller, Mainz (oder Baumeister Oberdell), Erweiterung und Umbau bis 1961 und 1979/1980; mit Ausstattung; ortsbildprägend | weitere Bilder Fotos hochladen |
| Schulhaus                              | Weinsheimer Hauptstraße 23 Lage          | 1876            | ehemaliges Schulhaus; nachklassizistischer Ziegelbau mit Treppenhausrisalit, bezeichnet 1876                                                                                  | Fotos hochladen                |
| Wappenstein                            | Weinsheimer Hauptstraße, an Nr. 41 Lage  | 18. Jahrhundert | Wappenstein, 18. Jahrhundert | Fotos hochladen                |
| Weinsheimer Gedenkkreuz                | Weinsheimer Hauptstraße, vor Nr. 59 Lage | nach 1531       | Gedächtniskreuz, Sandstein, nach 1531 | Fotos hochladen                |
| Weinsheimer Zollhaus                   | Weinsheimer Straße 132 Lage              | um 1800         | Krüppelwalmdachbau, klassizistische Motive, um 1800, eingeschossiger Anbau mit Flachdach, 1920er Jahre                                                                        | Fotos hochladen                |